# 房裡溪
房裡溪，是位於台灣西北部的縣市管河川。主流河長14.00公里，流域面積39.30平方公里，涵蓋苗栗縣苑裡鎮中南部地區及臺中市大甲區北端一小塊地區。主流發源於苑裡鎮石鎮里火炎山西北側，向西北流而注入臺灣海峽。

## 水系主要河川
以下由下游至源頭列出西湖溪水系主要河川，其中粗體字為主流河道。 
- 房裡溪：苗栗縣苑裡鎮、臺中市大甲區
  - 山柑溪：苗栗縣苑裡鎮、臺中市大甲區
    - 社苓溪：苗栗縣苑裡鎮

  - 苑裡圳幹線：苗栗縣苑裡鎮